# Березвечский базилианский монастырь
Березвечский базилианский монастырь — частично сохранившийся комплекс исторических зданий XVIII века в Глубоком, памятник архитектуры (номер 212Г000363). Сохранившийся корпус расположен по адресу: Советская улица, дом 205.

## История
Первые деревянные строения монастыря в Березвечье, бывшем предместье Глубокого, сооружены в 1638 году. В 1756—1763 гг. монастырь перестроен в камне. Комплекс монастыря состоял из костёла, жилого корпуса и служебных построек. Строительством руководил виленский архитектор Иоганн Глаубиц. В 1839 году монастырь закрыт, в зданиях разместился православный мужской монастырь. В 1941—1944 гг. во время немецкой оккупации действовал лагерь смерти № 351, где погибло около 27 тысяч человек. Костёл был взорван в 1970 году. В бывшем жилом здании монастыря располагается исправительная колония.

## Архитектура
Монастырь возведён в стиле виленского барокко. Несохранившийся костёл был двухбашенной трёхнефной базиликой, имел крупную апсиду и трансепт. Стены и своды костёла были расписаны фресками.
Сохранившийся корпус — двухэтажное кирпичное здание, в плане квадратное, с большим внутренним двором. Выступают угловые помещения, фасады которых завершают фигурные фронтоны. Оконные проёмы здания прямоугольные, украшены наличниками. Стены разделены пилястрами и широким карнизным поясом.